# استاد نادي صحار
يعد استاد نادي صحار الملعب الرسمي لنادي صحار والذي يقع بمنطقة مويلح غرب صحار. ويضم الاستاد مرافق رياضية منها:
- ملعب رئيسي لكرة القدم
- ملعب رديف لكرة القدم
- صالة للياقة البدنية
- مكاتب إدارية
- قاعة متوسطة الحجم متعددة الأغراض
- ملعب للألعاب الثلاثية
- مواقف سيارات